# 黑水岩茴香
黑水岩茴香（学名：Ligusticum ajanense）是伞形科藁本属的植物。分布在日本、俄罗斯以及中国大陆的山东、东北等地，多生长于高山多石质草地，目前尚未由人工引种栽培。